# Новоніколаєвка (Белебеївський район)
Новонікола́євка (рос. Новониколаевка, башк. Яңы Николаевка) — присілок у складі Белебеївського району Башкортостану, Росія. Входить до складу Баженовської сільської ради.
Населення — 54 особи (2010; 32 в 2002).
Національний склад:
- башкири — 69 %